# Saison 2020-2021 de la KHL
Saison précédente Saison suivante
La saison 2020-2021 est la 13e saison de la Ligue continentale de hockey (KHL). Elle débute le 2 septembre 2020. La saison régulière voit 23 équipes jouer 60 matchs chacune.

## Palmarès de la saison
- KHL
  - Coupe d'Ouverture : Ak Bars Kazan
  - Coupe du Continent : HK CSKA Moscou
  - Coupe du champion de la conférence ouest : HK CSKA Moscou
  - Coupe du champion de la conférence est : Avangard Omsk
  - Coupe Gagarine : Avangard Omsk
- VHL
  - Coupe Petrov : Iougra Khanty-Mansiïsk
- MHL
  - Coupe Kharlamov : MHK Dinamo

## KHL
Pour la saison 2020-2021, la compétition est réduite à 23 équipes à la suite du désistement de l'Admiral Vladivostok.
| Division | Équipe                 | Localisation      | Patinoire                                | Création | Dans la KHL |
| -------- | ---------------------- | ----------------- | ---------------------------------------- | -------- | ----------- |
| Bobrov   | Dinamo Riga            | Riga              | Riga Arena                               | 2008     | 2008        |
| Bobrov   | Jokerit                | Helsinki          | Hartwall Arena                           | 1967     | 2014        |
| Bobrov   | SKA Saint-Pétersbourg  | Saint-Pétersbourg | Palais de glace Saint-Pétersbourg        | 1946     | 2008        |
| Bobrov   | HK Sotchi              | Sotchi            | Palais des glaces Bolchoï                | 2014     | 2008        |
| Bobrov   | Severstal Tcherepovets | Tcherepovets      | Palais de glace Tcherepovets             | 1956     | 2008        |
| Bobrov   | Spartak Moscou         | Moscou            | CSKA Arena                               | 1946     | 2008        |
| Tarassov | Dinamo Moscou          | Moscou            | Palais de glace VTB                      | 2010     | 2008        |
| Tarassov | CSKA Moscou            | Moscou            | CSKA Arena                               | 1946     | 2008        |
| Tarassov | Dinamo Minsk           | Minsk             | Palais des sports de Minsk / Minsk-Arena | 1976     | 2008        |
| Tarassov | Lokomotiv Iaroslavl    | Iaroslavl         | Arena 2000                               | 1949     | 2008        |
| Tarassov | Vitiaz Podolsk         | Podolsk           | Palais de glace Vitiaz                   | 1996     | 2008        |

| Division     | Équipe                      | Localisation   | Patinoire                        | Création | Dans la KHL |
| ------------ | --------------------------- | -------------- | -------------------------------- | -------- | ----------- |
| Kharlamov    | Avtomobilist Iekaterinbourg | Iekaterinbourg | KRK Ouralets                     | 2006     | 2009        |
| Kharlamov    | Torpedo Nijni Novgorod      | Nijni Novgorod | Palais des sports Nagorny        | 1947     | 2008        |
| Kharlamov    | Ak Bars Kazan               | Kazan          | TatNeft Arena                    | 1955     | 2008        |
| Kharlamov    | Metallourg Magnitogorsk     | Magnitogorsk   | Arena Metallourg                 | 1950     | 2008        |
| Kharlamov    | Neftekhimik Nijnekamsk      | Nijnekamsk     | Palais de glace Neftekhimik      | 1968     | 2008        |
| Kharlamov    | Traktor Tcheliabinsk        | Tcheliabinsk   | Traktor Arena                    | 1947     | 2008        |
| Tchernychiov | Avangard Omsk               | Omsk           | Arena Balachikha                 | 1950     | 2008        |
| Tchernychiov | Amour Khabarovsk            | Khabarovsk     | Platinum Arena                   | 1966     | 2008        |
| Tchernychiov | Barys                       | Noursoultan    | Barys Arena                      | 1999     | 2008        |
| Tchernychiov | Salavat Ioulaïev Oufa       | Oufa           | Oufa Arena                       | 1957     | 2008        |
| Tchernychiov | Sibir Novossibirsk          | Novossibirsk   | Palais des sports de glace Sibir | 1962     | 2008        |
| Tchernychiov | Red Star Kunlun             | Pékin          | Mytichtchi Arena                 | 2016     | 2016        |

### Saison régulière
La Coupe d'Ouverture oppose le HK CSKA Moscou au Ak Bars Kazan. Ces derniers l'emportent 3-2 après prolongation, le but de la victoire étant inscrit par Dmitri Voronkov.
| 2 septembre 2020 | HK CSKA Moscou | 2-3 (pr) (1-0, 0-1, 1-1, 0-1) | Ak Bars Kazan | CSKA Arena, Moscou 2 374 spectateurs |

| Feuille de match        | Feuille de match                                                             | Feuille de match    | Feuille de match | Feuille de match                                                             |
| ----------------------- | ---------------------------------------------------------------------------- | ------------------- | --- | ---------------------------------------------------------------------------- |
|                         | Samoroukov (Slepychev, Loktionov) — 51 s Slepychev (Loktionov) — 42 min 58 s | 1-0 1-1 2-1 2-2 2-3 | Da Costa (Wikstrand, Azevedo) — 25 min 29 s (SN) Azevedo (Dawes, Da Costa) — 53 min 5 s (SN) Voronkov — 61 min 31 s | Arbitrage : Sergueï Beliaïev Viktor Gachilov Nikita Biliouguine Gleb Lazarev |
| Aleksandr Charytchenkov | Gardiens                                                                     | Adam Reideborn      | | Arbitrage : Sergueï Beliaïev Viktor Gachilov Nikita Biliouguine Gleb Lazarev |
| 10 min                  | Pénalités                                                                    | 8 min               | | Arbitrage : Sergueï Beliaïev Viktor Gachilov Nikita Biliouguine Gleb Lazarev |
| 22                      | Tirs                                                                         | 31                  | | Arbitrage : Sergueï Beliaïev Viktor Gachilov Nikita Biliouguine Gleb Lazarev |

#### Classements
La distribution des points s'effectue selon le système suivant :
- 2 points pour la victoire dans le temps réglementaire, en prolongation ou aux tirs au but.
- 1 point pour la défaite en prolongation ou aux tirs au but.
- 0 point pour la défaite dans le temps réglementaire.

La Coupe du Continent est remise au vainqueur de la saison régulière.

##### Conférence Ouest
| Clt   | Équipe                 | PJ | V  | VP | VF | D  | DP | DF | BP  | BC  | Pts |
| ----- | ---------------------- | -- | -- | -- | -- | -- | -- | -- | --- | --- | --- |
| +001, | HK CSKA Moscou         | 60 | 34 | 5  | 4  | 12 | 3  | 2  | 182 | 121 | 91  |
| +002, | SKA Saint-Pétersbourg  | 60 | 33 | 2  | 2  | 15 | 4  | 4  | 178 | 126 | 82  |
| +003, | HK Dinamo Moscou       | 60 | 34 | 5  | 0  | 15 | 4  | 2  | 195 | 137 | 84  |
| +004, | Lokomotiv Iaroslavl    | 60 | 30 | 5  | 3  | 15 | 5  | 2  | 181 | 126 | 83  |
| +005, | Jokerit Helsinki       | 60 | 26 | 4  | 2  | 19 | 7  | 2  | 174 | 153 | 73  |
| +006, | Severstal Tcherepovets | 60 | 23 | 6  | 3  | 24 | 1  | 3  | 149 | 159 | 68  |
| +007, | HK Dinamo Minsk        | 60 | 17 | 10 | 5  | 25 | 2  | 1  | 167 | 174 | 67  |
| +008, | HK Spartak Moscou      | 60 | 20 | 7  | 1  | 25 | 5  | 2  | 157 | 173 | 63  |
| +009, | HK Vitiaz              | 60 | 31 | 3  | 3  | 28 | 2  | 3  | 155 | 175 | 59  |
| +010, | HK Sotchi              | 60 | 12 | 2  | 0  | 37 | 6  | 3  | 121 | 202 | 37  |
| +011, | Dinamo Riga            | 60 | 5  | 2  | 2  | 41 | 3  | 2  | 126 | 211 | 28  |

##### Conférence Est
| Clt   | Équipe                      | PJ | V  | VP | VF | D  | DP | DF | BP  | BC  | Pts |
| ----- | --------------------------- | -- | -- | -- | -- | -- | -- | -- | --- | --- | --- |
| +001, | Ak Bars Kazan               | 60 | 33 | 3  | 5  | 11 | 5  | 3  | 185 | 131 | 90  |
| +002, | Avangard Omsk               | 60 | 33 | 3  | 0  | 12 | 5  | 0  | 180 | 134 | 84  |
| +003, | Metallourg Magnitogorsk     | 60 | 31 | 0  | 6  | 16 | 6  | 1  | 165 | 138 | 81  |
| +004, | Salavat Ioulaïev Oufa       | 60 | 28 | 5  | 5  | 17 | 4  | 1  | 181 | 151 | 81  |
| +005, | Traktor Tcheliabinsk        | 60 | 27 | 5  | 2  | 20 | 3  | 3  | 157 | 143 | 74  |
| +006, | HK Barys                    | 60 | 20 | 8  | 3  | 22 | 5  | 2  | 147 | 157 | 69  |
| +007, | Avtomobilist Iekaterinbourg | 60 | 24 | 3  | 3  | 22 | 5  | 3  | 152 | 154 | 68  |
| +008, | Torpedo Nijni Novgorod      | 60 | 22 | 3  | 4  | 22 | 7  | 2  | 170 | 168 | 67  |
| +009, | Sibir Novossibirsk          | 60 | 20 | 5  | 2  | 29 | 1  | 3  | 146 | 155 | 58  |
| +010, | Amour Khabarovsk            | 60 | 17 | 6  | 1  | 29 | 2  | 5  | 146 | 171 | 55  |
| +011, | Neftekhimik Nijnekamsk      | 60 | 13 | 4  | 2  | 39 | 2  | 0  | 133 | 214 | 40  |
| +012, | HC Red Star Kunlun          | 60 | 11 | 1  | 1  | 39 | 6  | 2  | 139 | 213 | 34  |

- Champion de la Coupe du Continent
- Champion de division
- Qualifié pour la Coupe Gagarine

#### Meilleurs pointeurs
| Joueur            | Équipe                 | PJ | B  | A  | Pts | +/- | Pun |
| ----------------- | ---------------------- | -- | -- | -- | --- | --- | --- |
| Vadim Chipatchiov | Dinamo Moscou          | 57 | 20 | 46 | 66  | +28 | 22  |
| Teemu Hartikainen | Salavat Ioulaïev Oufa  | 53 | 28 | 36 | 64  | +17 | 18  |
| Damir Jafiarov    | Torpedo Nijni Novgorod | 58 | 21 | 40 | 61  | +6  | 26  |
| Dmitrij Jaškin    | Dinamo Moscou          | 59 | 38 | 22 | 60  | +25 | 52  |
| Stéphane Da Costa | Ak Bars Kazan          | 52 | 27 | 30 | 57  | +12 | 24  |
| Justin Danforth   | Vitiaz                 | 58 | 23 | 32 | 55  | +3  | 50  |
| Brian O'Neill     | Jokerit                | 53 | 12 | 42 | 54  | +30 | 12  |
| Markus Granlund   | Salavat Ioulaïev Oufa  | 50 | 23 | 30 | 53  | +22 | 26  |
| Sakari Manninen   | Salavat Ioulaïev Oufa  | 55 | 19 | 33 | 52  | +18 | 10  |
| Shane Prince      | Dinamo Minsk           | 52 | 25 | 24 | 49  | +14 | 45  |

### Coupe Gagarine
La Coupe Gagarine est disputée entre les 16 meilleures équipes de la KHL.
|  | Quarts de finale de Conférence | Quarts de finale de Conférence | Quarts de finale de Conférence |   |                         | Demi-finales de Conférence | Demi-finales de Conférence | Demi-finales de Conférence |  |   | Finales de Conférence | Finales de Conférence | Finales de Conférence |  |   | Finale de la Coupe Gagarine | Finale de la Coupe Gagarine | Finale de la Coupe Gagarine |
|  |                                |                                |                                |   |                         |                            |                            |                            |  |   |                       |                       |                       |  |   |                             |                             |                             |
|  | 1                              | Ak Bars Kazan                  | 4                              |   |                         |                            |                            |                            |  |   |                       |                       |                       |  |   |                             |                             |                             |
|  | 8                              | Torpedo Nijni Novgorod         | 0                              |   |                         |                            |                            |                            |  |   |                       |                       |                       |  |   |                             |                             |                             |
|  | 8                              | Torpedo Nijni Novgorod         | 0                              |   | 1                       | Ak Bars Kazan              | 4                          |                            |  |   |                       |                       |                       |  |   |                             |                             |                             |
|  |                                |                                |                                |   | 1                       | Ak Bars Kazan              | 4                          |                            |  |   |                       |                       |                       |  |   |                             |                             |                             |
|  |                                | 4                              | Salavat Ioulaïev Oufa          | 0 |                         |                            |                            |                            |  |   |                       |                       |                       |  |   |                             |                             |                             |
|  | 4                              | 4                              | Salavat Ioulaïev Oufa          | 0 | Salavat Ioulaïev Oufa   | 4                          |                            |                            |  |   |                       |                       |                       |  |   |                             |                             |                             |
|  | 4                              |                                |                                |   | Salavat Ioulaïev Oufa   | 4                          |                            |                            |  |   |                       |                       |                       |  |   |                             |                             |                             |
|  | 5                              | Traktor Tcheliabinsk           | 1                              |   |                         |                            |                            |                            |  |   |                       |                       |                       |  |   |                             |                             |                             |
|  | 5                              | Traktor Tcheliabinsk           | 1                              |   |                         |                            |                            |                            |  | 1 | Ak Bars Kazan         | 3                     |                       |  |   |                             |                             |                             |
|  | Conférence Est                 |                                |                                |   |                         |                            |                            |                            |  | 1 | Ak Bars Kazan         | 3                     |                       |  |   |                             |                             |                             |
|  |                                | 2                              | Avangard Omsk                  | 4 |                         |                            |                            |                            |  |   |                       |                       |                       |  |   |                             |                             |                             |
|  | 2                              | 2                              | Avangard Omsk                  | 4 | Avangard Omsk           | 4                          |                            |                            |  |   |                       |                       |                       |  |   |                             |                             |                             |
|  | 2                              |                                |                                |   | Avangard Omsk           | 4                          |                            |                            |  |   |                       |                       |                       |  |   |                             |                             |                             |
|  | 7                              | Avtomobilist Iekaterinbourg    | 1                              |   |                         |                            |                            |                            |  |   |                       |                       |                       |  |   |                             |                             |                             |
|  | 7                              | Avtomobilist Iekaterinbourg    | 1                              |   | 2                       | Avangard Omsk              | 4                          |                            |  |   |                       |                       |                       |  |   |                             |                             |                             |
|  |                                |                                |                                |   | 2                       | Avangard Omsk              | 4                          |                            |  |   |                       |                       |                       |  |   |                             |                             |                             |
|  |                                | 3                              | Metallourg Magnitogorsk        | 2 |                         |                            |                            |                            |  |   |                       |                       |                       |  |   |                             |                             |                             |
|  | 3                              | 3                              | Metallourg Magnitogorsk        | 2 | Metallourg Magnitogorsk | 4                          |                            |                            |  |   |                       |                       |                       |  |   |                             |                             |                             |
|  | 3                              |                                |                                |   | Metallourg Magnitogorsk | 4                          |                            |                            |  |   |                       |                       |                       |  |   |                             |                             |                             |
|  | 6                              | Barys                          | 2                              |   |                         |                            |                            |                            |  |   |                       |                       |                       |  |   |                             |                             |                             |
|  | 6                              | Barys                          | 2                              |   |                         |                            |                            |                            |  |   |                       |                       |                       |  | 2 | Avangard Omsk               | 4                           |                             |
|  |                                |                                |                                |   |                         |                            |                            |                            |  |   |                       |                       |                       |  | 2 | Avangard Omsk               | 4                           |                             |
|  |                                | 1                              | CSKA Moscou                    | 2 |                         |                            |                            |                            |  |   |                       |                       |                       |  |   |                             |                             |                             |
|  | 1                              | 1                              | CSKA Moscou                    | 2 | CSKA Moscou             | 4                          |                            |                            |  |   |                       |                       |                       |  |   |                             |                             |                             |
|  | 1                              |                                |                                |   | CSKA Moscou             | 4                          |                            |                            |  |   |                       |                       |                       |  |   |                             |                             |                             |
|  | 8                              | Spartak Moscou                 | 0                              |   |                         |                            |                            |                            |  |   |                       |                       |                       |  |   |                             |                             |                             |
|  | 8                              | Spartak Moscou                 | 0                              |   | 1                       | CSKA Moscou                | 4                          |                            |  |   |                       |                       |                       |  |   |                             |                             |                             |
|  |                                |                                |                                |   | 1                       | CSKA Moscou                | 4                          |                            |  |   |                       |                       |                       |  |   |                             |                             |                             |
|  |                                | 4                              | Lokomotiv Iaroslavl            | 3 |                         |                            |                            |                            |  |   |                       |                       |                       |  |   |                             |                             |                             |
|  | 4                              | 4                              | Lokomotiv Iaroslavl            | 3 | Lokomotiv Iaroslavl     | 4                          |                            |                            |  |   |                       |                       |                       |  |   |                             |                             |                             |
|  | 4                              |                                |                                |   | Lokomotiv Iaroslavl     | 4                          |                            |                            |  |   |                       |                       |                       |  |   |                             |                             |                             |
|  | 5                              | Jokerit                        | 0                              |   |                         |                            |                            |                            |  |   |                       |                       |                       |  |   |                             |                             |                             |
|  | 5                              | Jokerit                        | 0                              |   |                         |                            |                            |                            |  | 1 | CSKA Moscou           | 4                     |                       |  |   |                             |                             |                             |
|  | Conférence Ouest               |                                |                                |   |                         |                            |                            |                            |  | 1 | CSKA Moscou           | 4                     |                       |  |   |                             |                             |                             |
|  |                                | 2                              | SKA Saint-Pétersbourg          | 2 |                         |                            |                            |                            |  |   |                       |                       |                       |  |   |                             |                             |                             |
|  | 2                              | 2                              | SKA Saint-Pétersbourg          | 2 | SKA Saint-Pétersbourg   | 4                          |                            |                            |  |   |                       |                       |                       |  |   |                             |                             |                             |
|  | 2                              |                                |                                |   | SKA Saint-Pétersbourg   | 4                          |                            |                            |  |   |                       |                       |                       |  |   |                             |                             |                             |
|  | 7                              | Dinamo Minsk                   | 1                              |   |                         |                            |                            |                            |  |   |                       |                       |                       |  |   |                             |                             |                             |
|  | 7                              | Dinamo Minsk                   | 1                              |   | 2                       | SKA Saint-Pétersbourg      | 4                          |                            |  |   |                       |                       |                       |  |   |                             |                             |                             |
|  |                                |                                |                                |   | 2                       | SKA Saint-Pétersbourg      | 4                          |                            |  |   |                       |                       |                       |  |   |                             |                             |                             |
|  |                                | 3                              | Dinamo Moscou                  | 1 |                         |                            |                            |                            |  |   |                       |                       |                       |  |   |                             |                             |                             |
|  | 3                              | 3                              | Dinamo Moscou                  | 1 | Dinamo Moscou           | 4                          |                            |                            |  |   |                       |                       |                       |  |   |                             |                             |                             |
|  | 3                              |                                |                                |   | Dinamo Moscou           | 4                          |                            |                            |  |   |                       |                       |                       |  |   |                             |                             |                             |
|  | 6                              | Severstal Tcherepovets         | 1                              |   |                         |                            |                            |                            |  |   |                       |                       |                       |  |   |                             |                             |                             |

#### Finale
| 18 avril 2021 | HK CSKA Moscou | 1-4 (0-1, 0-1, 1-2) | Avangard Omsk | CSKA Arena, Moscou 7 138 spectateurs |

| Feuille de match | Feuille de match       | Feuille de match    | Feuille de match | Feuille de match                                                                          |
| ---------------- | ---------------------- | ------------------- | --- | ----------------------------------------------------------------------------------------- |
|                  | Loktionov — 41 min 1 s | 0-1 0-2 1-2 1-3 1-4 | Tchinakhov (Tchistiakov, Kaski) — 15 min 57 s Gotovets (Toltchinski, Semionov) — 30 min 42 s Boucher (Knight, Toltchinski) — 51 min 23 s (SN) Kabloukov (Potapov) — 57 min 38 s (CV) | Arbitrage : Alekseï Ravodine Konstantin Olenine Aleksandr Zakharenko Aleksandr Sadovnikov |
| Lars Johansson   | Gardiens               | Šimon Hrubec        | | Arbitrage : Alekseï Ravodine Konstantin Olenine Aleksandr Zakharenko Aleksandr Sadovnikov |
| 4 min            | Pénalités              | 4 min               | | Arbitrage : Alekseï Ravodine Konstantin Olenine Aleksandr Zakharenko Aleksandr Sadovnikov |
| 29               | Tirs                   | 25                  | | Arbitrage : Alekseï Ravodine Konstantin Olenine Aleksandr Zakharenko Aleksandr Sadovnikov |

| 20 avril 2021 | HK CSKA Moscou | 3-0 (0-0, 1-0, 2-0) | Avangard Omsk | CSKA Arena, Moscou 7 334 spectateurs |

| Feuille de match | Feuille de match | Feuille de match | Feuille de match | Feuille de match                                                                     |
| ---------------- | --- | ---------------- | ---------------- | ------------------------------------------------------------------------------------ |
|                  | Chalounov (Sorkine, Okoulov) — 35 min 27 s (SN) Slepychev (Sergueïev) — 43 min 22 s Popov (Kisselevitch, Rykov) — 47 min 56 s | 1-0 2-0 3-0      |                  | Arbitrage : Alekseï Belov Sergueï Koulakov Nikita Viliouguine Aleksandr Tchernychiov |
| Lars Johansson   | Gardiens | Šimon Hrubec     |                  | Arbitrage : Alekseï Belov Sergueï Koulakov Nikita Viliouguine Aleksandr Tchernychiov |
| 6 min            | Pénalités | 24 min           |                  | Arbitrage : Alekseï Belov Sergueï Koulakov Nikita Viliouguine Aleksandr Tchernychiov |
| 35               | Tirs | 20               |                  | Arbitrage : Alekseï Belov Sergueï Koulakov Nikita Viliouguine Aleksandr Tchernychiov |

| 22 avril 2021 | Avangard Omsk | 1-2 (1-1, 0-0, 0-1) | HK CSKA Moscou | Arena Balachikha, Balachikha 2 399 spectateurs |

| Feuille de match | Feuille de match                      | Feuille de match | Feuille de match                                                                     | Feuille de match                                                         |
| ---------------- | ------------------------------------- | ---------------- | ------------------------------------------------------------------------------------ | ------------------------------------------------------------------------ |
|                  | Boucher (Kaski, Knight) — 12 min 38 s | 1-0 1-1 1-2      | Okoulov (Chalounov, Popov) — 18 min 36 s Chalounov (Okoulov, Robinson) — 48 min 53 s | Arbitrage : Sergueï Beliaïev Roman Gofman Gleb Lazarev Nikita Chalaguine |
| Šimon Hrubec     | Gardiens                              | Lars Johansson   |                                                                                      | Arbitrage : Sergueï Beliaïev Roman Gofman Gleb Lazarev Nikita Chalaguine |
| 4 min            | Pénalités                             | 8 min            |                                                                                      | Arbitrage : Sergueï Beliaïev Roman Gofman Gleb Lazarev Nikita Chalaguine |
| 25               | Tirs                                  | 28               |                                                                                      | Arbitrage : Sergueï Beliaïev Roman Gofman Gleb Lazarev Nikita Chalaguine |

| 24 avril 2021 | Avangard Omsk | 4-3 (pr) (0-2, 1-0, 2-1, 1-0) | HK CSKA Moscou | Arena Balachikha, Balachikha 2 492 spectateurs |

| Feuille de match | Feuille de match | Feuille de match            | Feuille de match | Feuille de match                                                      |
| ---------------- | --- | --------------------------- | --- | --------------------------------------------------------------------- |
|                  | Knight (Kostine, Boucher) — 23 min 14 s (SN) Kostine (Knight, Toltchinski) — 43 min 5 s (SN) Charipzianov (Knight) — 55 min 53 s Dedounov (Pokka) — 65 min 39 s (IN) | 0-1 0-2 1-2 2-2 3-2 3-3 4-3 | Slepychev (Leipsic) — 9 min 3 s Mamine (Karnaoukhov, Sergueïev) — 12 min 11 s Robinson (Slepychev, Okoulov) — 59 min 59 s (SN + JS) | Arbitrage : Viktor Gachilov Denis Naoumov Dmitri Sivov Dmitri Chichlo |
| Šimon Hrubec     | Gardiens | Lars Johansson              | | Arbitrage : Viktor Gachilov Denis Naoumov Dmitri Sivov Dmitri Chichlo |
| 6 min            | Pénalités | 60 min                      | | Arbitrage : Viktor Gachilov Denis Naoumov Dmitri Sivov Dmitri Chichlo |
| 36               | Tirs | 36                          | | Arbitrage : Viktor Gachilov Denis Naoumov Dmitri Sivov Dmitri Chichlo |

| 26 avril 2021 | HK CSKA Moscou | 0-2 (0-0, 0-2, 0-0) | Avangard Omsk | CSKA Arena, Moscou 7 272 spectateurs |

| Feuille de match | Feuille de match | Feuille de match | Feuille de match                                                            | Feuille de match                                                              |
| ---------------- | ---------------- | ---------------- | --------------------------------------------------------------------------- | ----------------------------------------------------------------------------- |
|                  |                  | 0-1 0-2          | Charipzianov (Kabloukov, Semionov) — 24 min 23 s Boucher — 34 min 23 s (IN) | Arbitrage : Konstantin Olenine Alekseï Ravodine Maksim Berseniov Gleb Lazarev |
| Lars Johansson   | Gardiens         | Šimon Hrubec     |                                                                             | Arbitrage : Konstantin Olenine Alekseï Ravodine Maksim Berseniov Gleb Lazarev |
| 4 min            | Pénalités        | 6 min            |                                                                             | Arbitrage : Konstantin Olenine Alekseï Ravodine Maksim Berseniov Gleb Lazarev |
| 26               | Tirs             | 23               |                                                                             | Arbitrage : Konstantin Olenine Alekseï Ravodine Maksim Berseniov Gleb Lazarev |

| 28 avril 2021 | Avangard Omsk | 1-0 (1-0, 0-0, 0-0) | HK CSKA Moscou | Arena Balachikha, Balachikha 2 488 spectateurs |

| Feuille de match | Feuille de match                  | Feuille de match | Feuille de match | Feuille de match                                                                   |
| ---------------- | --------------------------------- | ---------------- | ---------------- | ---------------------------------------------------------------------------------- |
|                  | Toltchinski (Kaski) — 19 min 28 s | 1-0              |                  | Arbitrage : Viktor Gachilov Denis Naoumov Aleksandr Tchernychiov Nikita Chalaguine |
| Šimon Hrubec     | Gardiens                          | Lars Johansson   |                  | Arbitrage : Viktor Gachilov Denis Naoumov Aleksandr Tchernychiov Nikita Chalaguine |
| 4 min            | Pénalités                         | 2 min            |                  | Arbitrage : Viktor Gachilov Denis Naoumov Aleksandr Tchernychiov Nikita Chalaguine |
| 23               | Tirs                              | 25               |                  | Arbitrage : Viktor Gachilov Denis Naoumov Aleksandr Tchernychiov Nikita Chalaguine |

### Vainqueurs de la Coupe Gagarine
| Vainqueurs de la Coupe Gagarine Avangard Omsk | Gardiens : Igor Bobkov, Šimon Hrubec, Andreï Michourov* Défenseurs : Alekseï Bereglazov, Damir Charipzianov, Alekseï Iemeline, Maksim Gontcharov, Kirill Gotovets, Oliwer Kaski, Ville Pokka, Alekseï Soloviov, Semion Tchistiakov, Maksim Tchoudinov Attaquants : Reid Boucher, Pavel Dedounov, Arseni Gritsiouk, Ilia Kabloukov, Aleksandr Khokhlatchiov, Corban Knight, Nikita Komarov, Klim Kostine, Ilia Kovaltchouk, Alekseï Potapov, Jiri Sekac, Kirill Semionov, Andreï Stas, Iegor Tchinakhov, Sergueï Toltchinski, Denis Zernov, Naïl Iakoupov*, Aleksandr Iaremtchouk* Entraîneurs : Bob Hartley assisté de Jacques Cloutier, Dmitri Riabykine, Konstantin Chafranov, Sergueï Zviaguine |

(*) Ces joueurs n'ont pas disputé de match dans les séries éliminatoires.

## VHL
La Ligue majeure de hockey (VHL pour Vyschaïa Hokkeïnaïa Liga) est la deuxième division du championnat de Russie. Elle est organisée par la KHL. La plupart de ces équipes sont affiliées à un club de KHL.

## MHL
La Molodiojnaïa Hokkeïnaïa Liga (désignée par le sigle MHL) est le championnat des équipes juniors de la KHL.